# برجغة (حومة بيجار)
برجغة (بالفارسية: برجگه) هي قرية تقع في إيران في حومة. يقدر عدد سكانها بـ 69 نسمة بحسب إحصاء 2016.